# Gymnadenia
Gymnadenia R.Br., 1813 è un genere di piante angiosperme monocotiledoni appartenenti alla famiglia delle Orchidacee, dall'aspetto di piccole erbacee perenni dalla tipica infiorescenza a spiga.

## Etimologia
Il nome generico (Gymnadenia) deriva da due parole greche: gymnos (= nudo) e adèn (= ghiandola) e deriva dal fatto che i retinacoli (le estremità nettarifere con ghiandole vischiose per far aderire il polline agli insetti pronubi) non sono racchiusi nelle borsicole ma sono praticamente “nude”.

## Descrizione

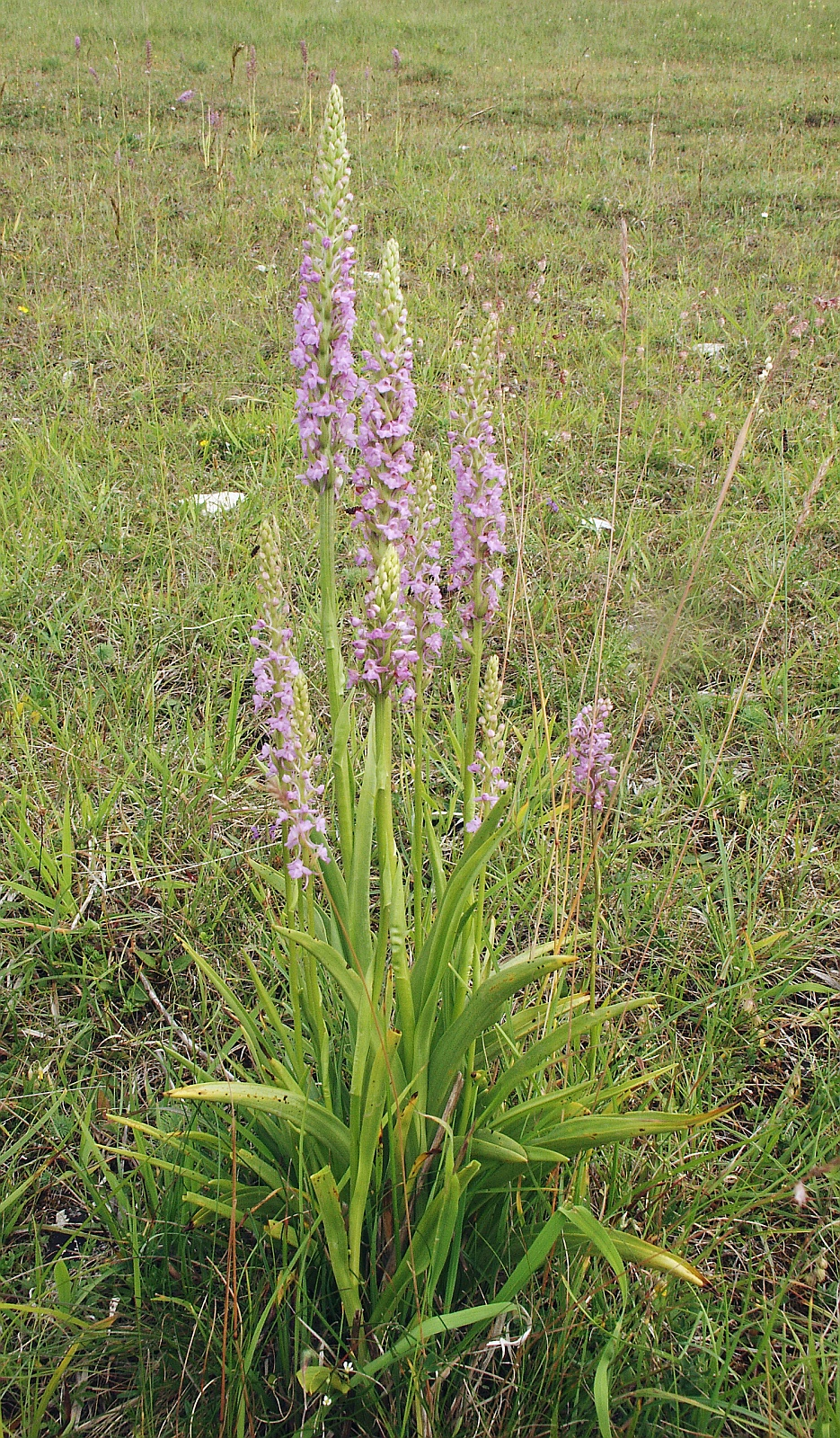
Il portamento (Gymnadenia conopsea)

I dati morfologici si riferiscono soprattutto alle specie europee e in particolare a quelle spontanee italiane.
 
L'altezza di queste piante rimane abbondantemente sotto il metro. La forma biologica prevalente è geofita bulbosa (G bulb), ossia sono piante perenni erbacee che portano le gemme in posizione sotterranea. Durante la stagione avversa non presentano organi aerei e le gemme si trovano in organi sotterranei chiamati bulbi, organi di riserva che annualmente producono nuovi fusti, foglie e fiori. Sono orchidee terrestre in quanto contrariamente ad altre specie più esotiche, non sono “epifite”, ossia non vivono a spese di altri vegetali di maggiori proporzioni

### Radici
Le radici, a seconda della specie, sono fascicolate (formate da fibre carnose e grosse) oppure sono secondarie (fibrose e sottili) emesse dai bulbi. In genere sono presenti due bulbi con funzioni diverse, mentre le radici di norma sono posizionate nella parte superiore dei bulbi.

### Fusto
Il fusto è semplice, cilindrico (in alcune specie la superficie è striata e la sezione è angolosa). Il colore è verde ed è glabro. La parte ipogea (la parte sotterranea del fusto) è composta da alcuni piccoli bulbi ovoidali a forma digitato-lobata le cui funzioni sono quelle di alimentare la pianta, ma anche di raccolta dei materiali nutritizi di riserva.

### Foglie
Le foglie sono di tre tipi:

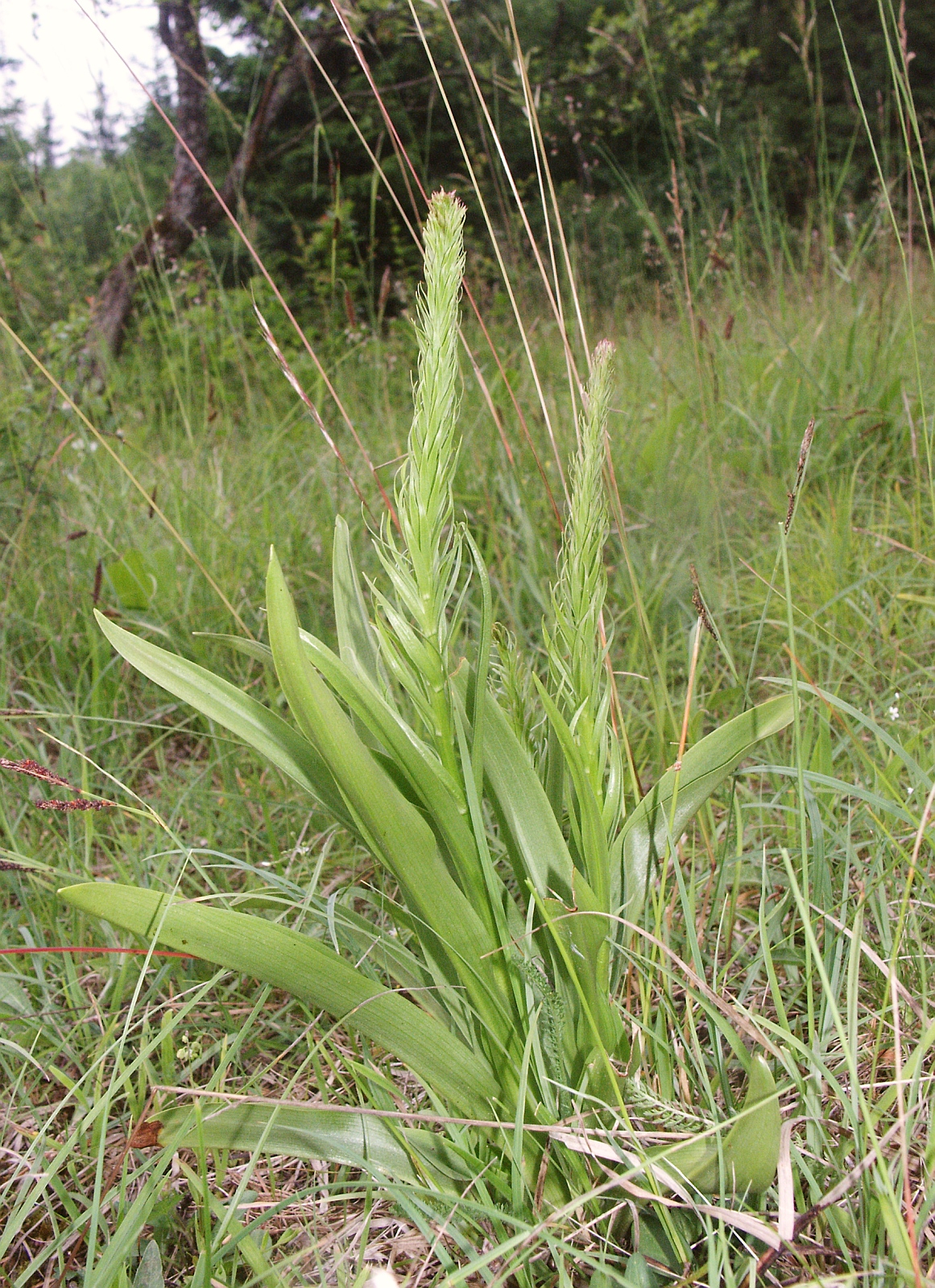
Le foglie (Gymnadenia conopsea)

- foglie inferiori: sono ridotte a delle squame abbraccianti il fusto (sono presenti al massimo 2 o 3 guaine tubolari); in altre specie sono sviluppate normalmente a forma lineare-graminiforme.
- foglie centrali: sono quelle principali della pianta; la disposizione lungo il fusto è alterna; i loro numero varia fino ad una decina; la forma generalmente è strettamente lanceolate, oppure lineari, oppure ancora ellittiche, ma sempre con apice acuto; la superficie può essere carenata e canalicolata;
- foglie superiori fin sotto l'infiorescenza: sono bratteiforme e progressivamente più piccole.

### Infiorescenza

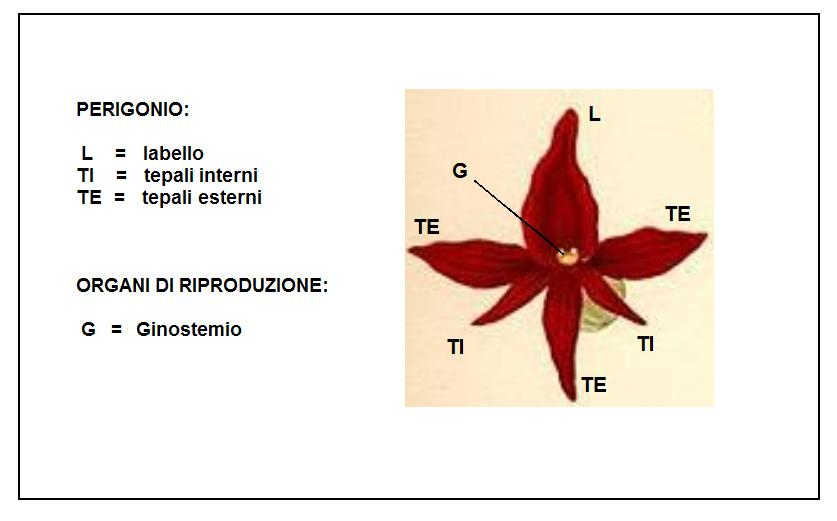
Descrizione del perigonio

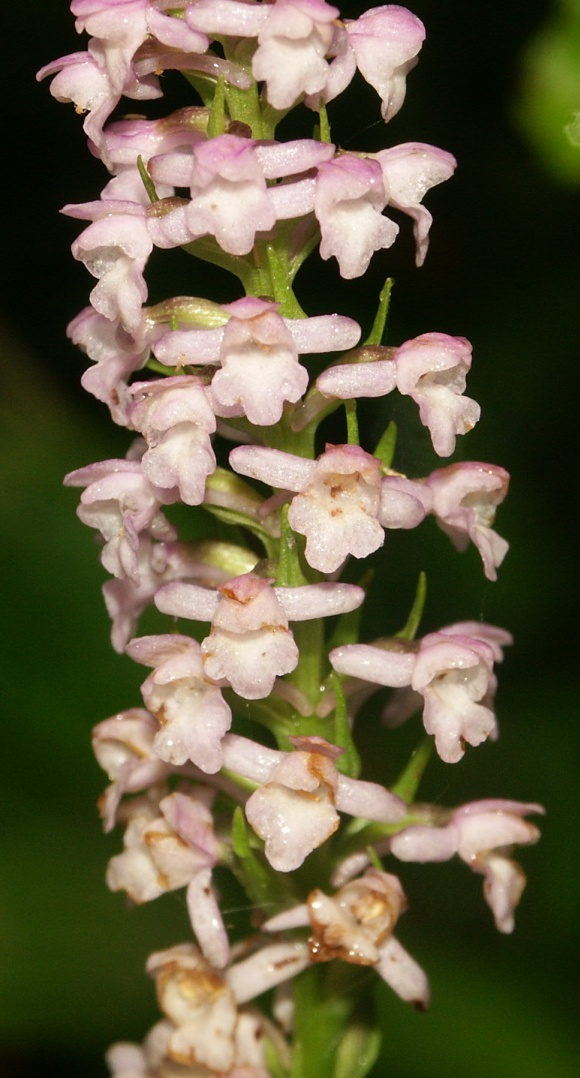
Infiorescenza (Gymnadenia odoratissima)

I fiori sono raccolti in spighe terminali, cilindriche o piramidali, compatte e multiflora (fino a 150 fiori per spiga). I fiori sono posti alle ascelle di brattee lineari lunghe a volte più dell'ovario. I fiori inoltre sono pedicellati, e sono resupinati, ruotati sottosopra tramite torsione del pedicello (e non dell'ovario come nel genere Cephalanthera); in questo caso il labello è volto in basso. Lunghezza delle spighe: 3 - 20 cm.

### Fiore

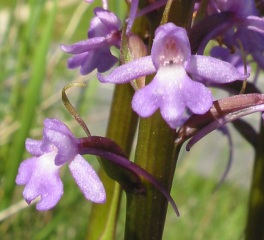
Il fiore (Gymnadenia conopsea)

I fiori sono ermafroditi ed irregolarmente zigomorfi, pentaciclici (perigonio a 2 verticilli di tepali, 2 verticilli di stami (di cui uno solo fertile – essendo l'altro atrofizzato), 1 verticillo dello stilo). In fiori possono essere o no profumati; il profumo ricorda molto il cioccolato alla vaniglia (alcune specie sono tra le orchidee più profumate del territorio italiano) e hanno dei colori che vanno dal bianco al roseo al violetto (anche scuro fino al nero) o porporino.
- Formula fiorale: per le piante di questa famiglia viene indicata la seguente formula fiorale:

X, P 5+1 (derivato da 3+3), [A (1 o 2), G (3 infero)], capsula.
- Perigonio: il perigonio è composto da 2 verticilli con 3 tepali ciascuno (3 interni e 3 esterni). Il primo verticillo (esterno) ha 3 tepali a forma generalmente lineare, apice molto acuto e portamento patente (sono disposti orizzontalmente). Nel secondo verticillo (interno) il tepalo centrale (chiamato “labello”) è molto diverso rispetto agli altri due laterali che si presentano più piccoli, rotondeggianti e protesi in avanti, e insieme al tepalo centrale del primo verticillo (in effetti questi tre tepali sono conniventi) formano come un cappuccio a protezione degli organi riproduttivi.
- Labello: il labello (semplice – non formato da due parti distinte) è il tepalo centrale più interno a forma concava terminante sul retro in uno basale e sacciforme; sul davanti è presente una breve “lingua”, con tre lobi, ripiegata verso il basso. Al suo interno si trovano gli organi di riproduzione (il ginostemio). Lo sperone del labello è nettarifero e secondo la specie può essere corto o lungo. In alcune specie (ex nigritelle) è più grande e allargato alla base, i margini basali sono rialzati quasi congiunti (si presenta quindi con delle fauci tubuliformi) e sul retro è presente un piccolo sperone.
- Ginostemio:  lo stame con le rispettive antere (si tratta di una sola antera biloculare e fertile) è concresciuto con lo stilo e forma una specie di organo colonnare chiamato ginostemio[5]. Il polline è conglutinato in pollinii (questi ultimi sono forniti di una ghiandola vischiosa - retinacolo) dotati di caudicola. I retinacoli sono privi di borsicole (quindi nudi)[3].  L'ovario, infero e sessile, è formato da tre carpelli fusi insieme e non contorti.
- Fioritura: fine primavera – estate.

### Frutti
Il frutto è una capsula.  Al suo interno sono contenuti numerosi minutissimi semi piatti. Questi semi sono privi di endosperma e gli embrioni contenuti in essi sono poco differenziati in quanto formati da poche cellule. Queste piante vivono in stretta simbiosi con micorrize endotrofiche, questo significa che i semi possono svilupparsi solamente dopo essere infettati dalle spore di funghi micorrizici (infestazione di ife fungine). Questo meccanismo è necessario in quanto i semi da soli hanno poche sostanze di riserva per una germinazione in proprio.

## Biologia
La riproduzione di queste piante (a seconda delle specie) può avvenire in tre modi: 
- per via sessuata grazie all'impollinazione degli insetti pronubi; il labello di queste orchidee non è molto vistoso (come in altre orchidee) in quanto non ha una funzione attrattiva primaria per gli insetti impollinatori. Questi sono tipicamente delle farfalle che sono attratte di più dall'insieme dell'infiorescenza e dai suoi profumi. Inoltre il labello essendo specializzato per le farfalle non è resupinato (ruotato di 180°) per facilitare l'accesso al nettario contenuto nello sperone ad altri insetti con proboscide più grande[7]; la germinazione dei semi è comunque condizionata dalla presenza di funghi specifici (i semi sono privi di albume – vedi sopra). La disseminazione è di tipo anemocora. Possono essere frequenti anche fenomeni di apogamia.
- per via vegetativa in quanto uno dei bulbi possiede la funzione vegetativa per cui può emettere gemme avventizie capaci di generare nuovi individui.
- per apomissia cioè con produzione di semi fertili senza necessità di fecondazione[8].

## Distribuzione e habitat
Le specie di questo genere sono localizzate prevalentemente in Europa e in Asia boreale e montana (mediamente al nord della catena dell'Himalaya). Alcune specie sono proprie delle zone siberiane.

### In Italia
La tabella seguente mette in evidenza alcuni dati relativi all'habitat, al substrato e alla diffusione di queste piante relativamente allo specifico areale alpino.
| Specie | Comunità vegetali | Piani vegetazionali         | Substrato | pH     | Livello trofico | H2O   | Ambiente                      | Zona alpina          |
| --- | ----------------- | --------------------------- | --------- | ------ | --------------- | ----- | ----------------------------- | -------------------- |
| G. conopsea | 11                | collinare montano subalpino | Ca/Si     | neutro | basso           | medio | B6 D1 E1 F2 F3 F5 F7 G4 H2 I1 | tutto l'arco alpino  |
| G. odoratissima | 10                | collinare montano subalpino | Ca        | neutro | basso           | secco | C3 D2 E1 F2 F3 F5 G4 H2 I1    | tutto l'arco alpino  |
| G. corneliana | 10                | subalpino                   | Ca        | basico | basso           | medio | F5 I1                         | CN                   |
| G. austriaca | 10                | subalpino alpino            | Ca        | basico | basso           | medio | F5                            | BL TN BZ             |
| G. rhellicani | 10                | subalpino alpino            | Ca-Si     | neutro | basso           | secco | F5 G1 I1                      | tutto l'arco alpino  |
| G. miniata | 10                | subalpino alpino            | Ca        | basico | basso           | medio | F3 F5                         | CO SO BG TN BZ BL UD |
| G. buschmanniae | 10                | alpino                      | Ca        | basico | basso           | secco | F5                            | TN                   |
| G. widderi | 10                | subalpino alpino            | Ca        | basico | basso           | secco | F3                            | BZ                   |
| Legenda e note. Per il “substrato” con “Ca/Si” si intendono rocce di carattere intermedio (calcari silicei e simili); vengono prese in considerazione solo le zone alpine del territorio italiano. Comunità vegetali: 10 = comunità delle praterie rase dei piani subalpino e alpino con dominanza di emicriptofite 11 = comunità delle macro- e megaforbie terrestri Ambienti: B6 = tagli rasi forestali, schiarite, strade forestali C3 = ghiaioni, morene e pietraie D1 = sorgenti e cadute d'acqua D2 = bordi dei ruscelli E1 = paludi e torbiere basse F2 = praterie rase, prati e pascoli dal piano collinare al subalpino F3 = prati e pascoli mesofili e igrofili F5 = praterie rase subalpine e alpine F7 = margini erbacei dei boschi G4 = arbusteti e margini dei boschi H2 = boscaglie di pini montani I1 = boschi di conifere |                   |                             |           |        |                 |       |                               |                      |

## Tassonomia
Il genere comprende le seguenti specie:
- Gymnadenia archiducis-joannis (Teppner & E.Klein) Teppner & E.Klein
- Gymnadenia austriaca (Teppner & E.Klein) P.Delforge
- Gymnadenia bicolor (W.Foelsche) W.Foelsche & O.Gerbaud
- Gymnadenia bicornis Tang & K.Y.Lang
- Gymnadenia borealis (Druce) R.M.Bateman
- Gymnadenia buschmanniae (Teppner & Ster) Teppner & E.Klein
- Gymnadenia carpatica (Zapal.) Teppner & E.Klein
- Gymnadenia conopsea (L.) R.Br.
- Gymnadenia corneliana (Beauverd) Teppner & E.Klein
- Gymnadenia crassinervis Finet
- Gymnadenia densiflora (Wahlenb.) A.Dietr.
- Gymnadenia dolomitensis Teppner & E.Klein
- Gymnadenia emeiensis K.Y.Lang
- Gymnadenia frivaldii Hampe ex Griseb.
- Gymnadenia gabasiana (Teppner & E.Klein) Teppner & E.Klein
- Gymnadenia hygrophila (W.Foelsche & Heidtke) W.Foelsche, Heidtke & O.Gerbaud
- Gymnadenia kossutensis (W.Foelsche, R.Wüest, Dolinar, Daksk. & Pausic) J.M.H.Shaw
- Gymnadenia lithopolitanica (Ravnik) Teppner & E.Klein
- Gymnadenia miniata (Crantz) Hayek
- Gymnadenia nigra (L.) Rchb.f.
- Gymnadenia odoratissima (L.) Rich.
- Gymnadenia orchidis Lindl.
- Gymnadenia ravnikii (W.Foelsche, R.Wüest, Dolinar, Daksk. & Pausic) J.M.H.Shaw
- Gymnadenia rhellicani (Teppner & E.Klein) Teppner & E.Klein
- Gymnadenia runei (Teppner & E.Klein) Ericsson
- Gymnadenia stiriaca (Rech.) Teppner & E.Klein
- Gymnadenia taquetii Schltr.
- Gymnadenia widderi (Teppner & E.Klein) Teppner & E.Klein

### Ibridi

#### Ibridi interspecifici
Sono stati descritti i seguenti ibridi interspecifici:

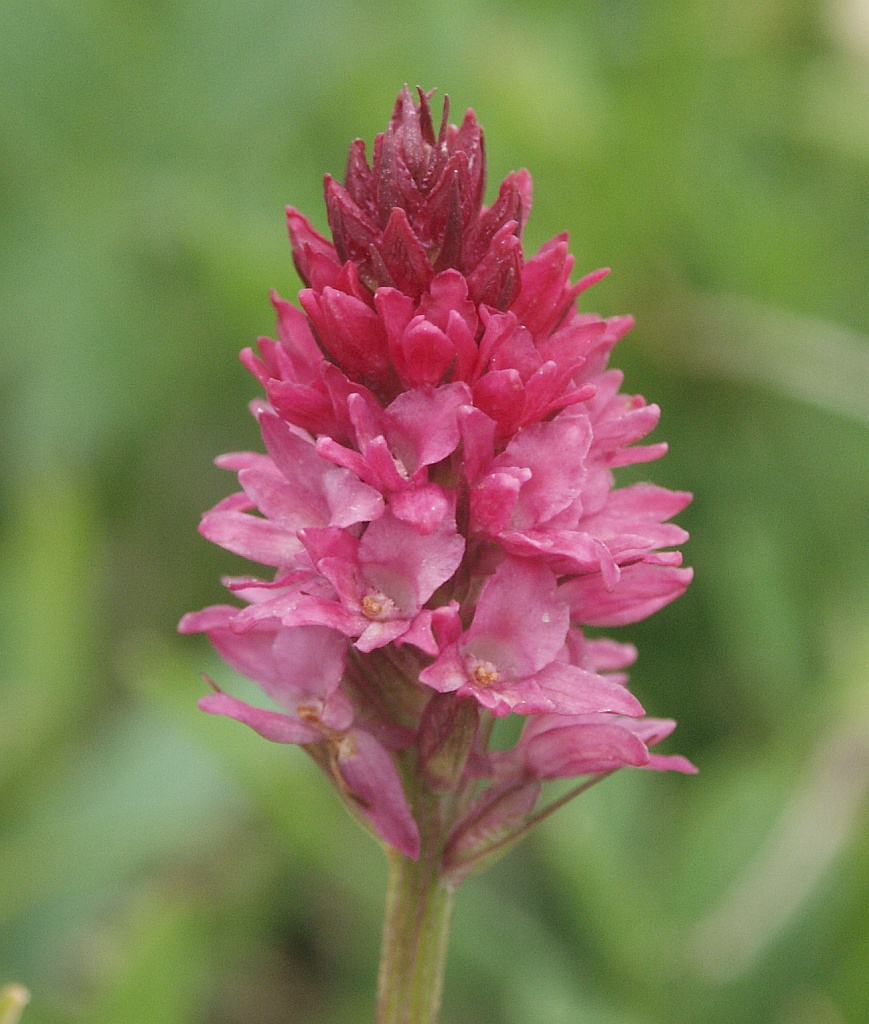
Gymnadenia × chanousiana

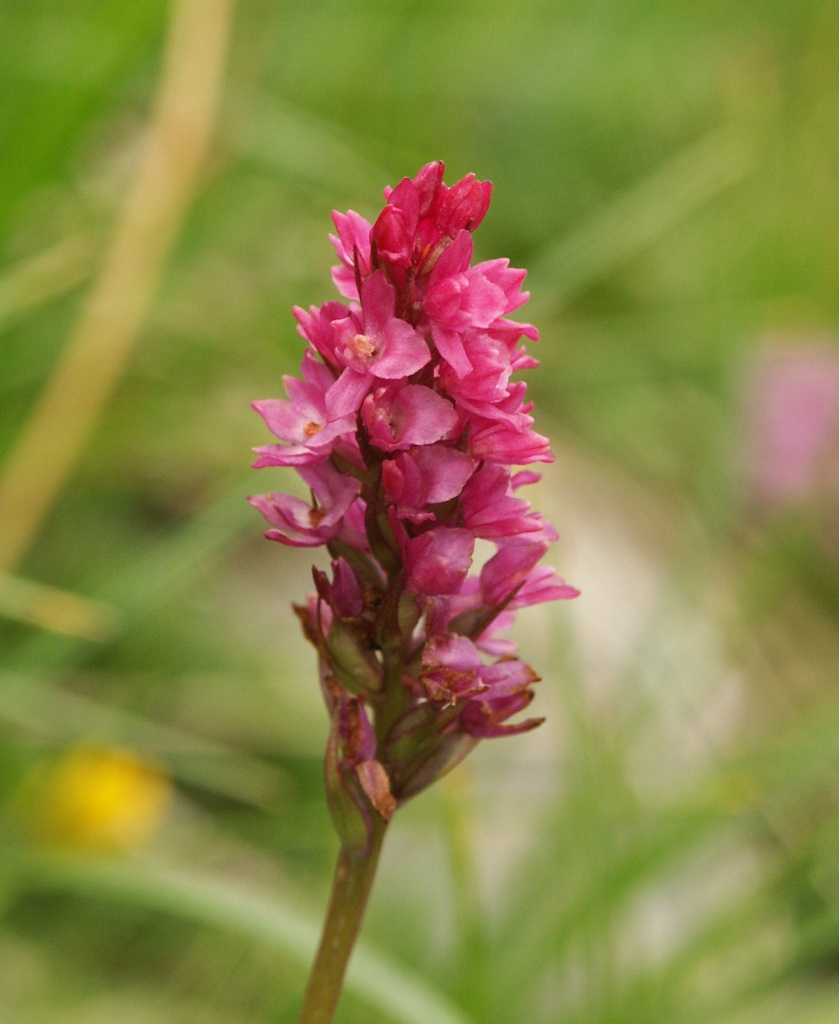
Gymnadenia × heufleri

- Gymnadenia × abelii (Asch. & Graebn.) J.M.H.Shaw – ibrido fra G. odoratissima e G. miniata
- Gymnadenia × borisii Stoj., Stef. & T.Georgiev
- Gymnadenia × chanousiana G.Foelsche & W.Foelsche – G. conopsea × G. rhellicani
- Gymnadenia × delphineae (M.Gerbaud & O.Gerbaud) M.Gerbaud & O.Gerbaud
- Gymnadenia × eggeriana O.Gerbaud
- Gymnadenia × fohringeri (Griebl) J.M.H.Shaw
- Gymnadenia × geigelsteiniana (B.Baumann & H.Baumann) J.M.H.Shaw
- Gymnadenia × godferyana  (G.Keller) W.Foelsche – G. conopsea × G. miniata
- Gymnadenia × hedrenii (W.Foelsche) J.M.H.Shaw
- Gymnadenia × heufleri  (A.Kern.) Wettst. – G. odoratissima × G. nigra
- Gymnadenia × hubertii (Griebl) J.M.H.Shaw
- Gymnadenia × intermedia Peterm.
- Gymnadenia × kaeseri (Braun-Blanq.) Oddone
- Gymnadenia × moritziana (Brügger ex Nyman) Oddone
- Gymnadenia × petzenensis (F.Fohringer & Redl) Oddone
- Gymnadenia × pyrenaeensis W.Foelsche – G. conopsea × G. gabasiana
- Gymnadenia × schwerei (G.Keller) J.M.H.Shaw
- Gymnadenia × teppneri (W.Foelsche) Oddone
- Gymnadenia × trummeriana (W.Foelsche) J.M.H.Shaw
- Gymnadenia × truongiae  (Demares) W.Foelsche – G. conopsea × G. corneliana
- Gymnadenia × turnowskyi (W.Foelsche) W.Foelsche (1999) – G. conopsea × G. lithopolitanica
- Gymnadenia × wettsteiniana O.Abel

#### Ibridi Intergenerici
Sono stati descritti i seguenti ibridi intergenerici::
- × Dactylodenia Garay & H.R.Sweet (1966) con il genere Dactylorhiza
- × Gymnanacamptis Ascherson & Graebner (1907) con il genere Anacamptis
- × Gymnplatanthera L. Lambert (1907) con il genere Platanthera
- × Gymnaglossum Rolfe (1919) con il genere Coeloglossum
- × Gymnotraunsteinera Ciferri & Giacomini (1950) con il genere Traunsteinera

### Specie della flora italiana
Per meglio comprendere ed individuare le varie specie del genere l'elenco che segue utilizza in parte il sistema delle chiavi analitiche.
- Lo sperone è di tipo filiforme, lungo 15–20 mm (quindi il doppio dell'ovario); il labello misura 5 mm di larghezza e altrettanto di lunghezza; i fiori non sono profumati;

- Gymnadenia conopsea (L.) R.Br., 1813 - Manina rosea: l'altezza media varia da 25 a 55 cm; il ciclo biologico è perenne; la forma biologica è geofita bulbosa (G bulb); il tipo corologico è Eurasiatico; l'habitat tipico sono i prati, i pascoli e le boscaglie; la diffusione sul territorio italiano è comune al nord, rara altrove (nelle isole non è presente); l'altitudine a cui arriva questa pianta varia fino a 2400 m s.l.m..

- Lo sperone è lungo 5 mm (quindi è lungo come l'ovario); il labello misura 3 mm di larghezza e altrettanto di lunghezza; i fiori odorano moltissimo di vaniglia;

- Gymnadenia odoratissima (L.) Rich., 1817 - Manina profumata: l'altezza media varia da 15 a 45 cm; il ciclo biologico è perenne; la forma biologica è geofita bulbosa (G bulb); il tipo corologico è Centroeuropeo; l'habitat tipico sono i pascoli, i cespuglueti e le boscaglie; la diffusione sul territorio italiano è relativa solo al nord; l'altitudine a cui arriva questa pianta varia da 1000 fino a 1800 m s.l.m..

- L'infiorescenza ha la forma ovato-conica ed è lunga 1-2,5 cm; i tepali laterali interni sono larghi la metà di quelli esterni;

- il perigonio ha una colorazione atropurpurea (rosso scuro quasi nero); i bordi delle brattee fiorali sono dentellati.

- Gymnadenia rhellicani - Nigritella comune;

- il perigonio ha una colorazione porporina più chiara; i bordi delle brattee fiorali sono lisci;

- Gymnadenia austriaca - Nigritella austriaca;

- l'infiorescenza ha la forma ovato-cilindrica ed è lunga 2-3 cm; i tepali laterali interni sono larghi come quelli esterni;

- il fusto si presenta con molte foglie (da 10 a 18); il perigonio ha un colore rosato, quasi biancastro;

- Gymnadenia corneliana - Nigritella di Cornelia Rudio;

- il fusto si presenta con poche foglie (da 4 a 10); il perigonio ha un colore rosso rubino chiaro;

- Gymnadenia miniata - Nigritella rossa;
- Gymnadenia buschmanniae - Nigritella di Adolfine Buschmann: ha una struttura più robusta, mentre le brattee dell'infiorescenza presentano dei margini biancastri e denticolati;
- Gymnadenia widderi - Nigritella di Widder: ha un colore più chiaro dei fiori e il labello è allargato nella parte basale;

Altra entità rinvenuta sulle alpi è Gymnadenia dolomitensis (Teppner & E.Klein) Hedrén, E.Klein & Teppner (2000) – Nigritella delle Dolomiti: è mediamente più piccola delle altre specie (massima altezza 12 cm); la parte inferiore dei fiori è quasi giallastra; è stata rilevata nella provincia autonoma di Bolzano.
Per il dettaglio della sect. Nigritella vedi: Gymnadenia sect. Nigritella